# 테르미니역 (로마 지하철)
테르미니역(이탈리아어: Termini)은 로마 지하철의 지하 역이다. 1955년 2월 10일 B선의 역 중 하나로 영업을 시작했고, 나중에 A선과 연결되어 환승역이 되었다. 이 역은 친퀘첸토 광장 (Piazza dei Cinquecento) 내의 테르미니 철도역 터미널 지하에서 찾아볼 수 있다. 지하철역과 철도역 모두 도시의 주요 대중교통 중심지를 형성하고 있다.
테르미니 역은 현재 로마 지하철에서 A선과 B선 모두 영업하는 유일한 역이다. 하지만 C선이 개통되면 테르미니역은 여전히 A선과 B선의 환승역으로 남지만 로마 지하철 내의 유일한 환승역은 아니게 되는데, 그 이유는 C선이 오타비아노역과 산 조반니역에서 A선, 콜로세오역에서 B선과 환승될 예정이기 때문이다. 또한 다르게 말해서 로마 지하철의 모든 노선을 연결하는 역은 사라지게 된다.

## 역 시설
이 역에는 다음과 같은 시설이 있다.
- 장애인 전용 승차시설
- 엘리베이터
- 매표소
- 유인 매표소
- 셔틀 버스 정류장
- 파크 앤드 라이드 시설
- 에스컬레이터
- 화장실
- 역 감시카메라 (CCTV)

## 환승 시설
A선, B선, FR4, FR5, FR6, FR7, FR8, 일반 철도와 환승이 가능하다.

## 역 주위
- 피아자 데이 친퀘첸토 (Piazza dei Cinquecento)
- 산타 마리아 마조레 대성당 (Basilica di Santa Maria Maggiore)
- 델리디펜덴차 광장 (Piazza dell'Indipendenza)
- 로마-피우지 철로
- 로마 라 사피엔차 대학교